# Sfântul Gallus
Sfântul Gallus, din latină Celtul, (n. ca. 550, probabil în Irlanda - d. 16 octombrie 640, Arbon, Thurgau, Elveția) a fost un misionar benedictin irlandez, considerat întemeietorul orașului St. Gallen.

## Sărbători
- Este sărbătorit în calendarul roman universal în data de 16 octombrie, împreună cu Hedviga de Silezia.